# Eddy Planckaert
Pour les articles homonymes, voir Planckaert.
Eddy Planckaert, né le 22 septembre 1958 à Nevele est un coureur cycliste belge. Professionnel de 1980 à 1991, il a notamment remporté Paris-Roubaix en 1990, le Tour des Flandres en 1988, le classement par points du Tour de France 1988 et 13 étapes de grands tours : deux étapes du Tour de France, une étape du Tour d'Italie et dix étapes du Tour d'Espagne. Il est le benjamin de Willy et de Walter. Son fils Francesco fut professionnel pendant trois saisons et son neveu Jo fut lui aussi coureur.

## Biographie
Il s'est retrouvé ruiné après avoir été escroqué à la fin des années 1990. Il a fait l'objet d'une émission de docu-réalité, De Planckaerts, qui narrait la vie de la famille dans un chalet sur la chaîne VTM. Depuis 2009, il est présentateur sur une chaîne de télévision câblée.

## Palmarès

### Palmarès amateur
- 1974
  -  Champion de Belgique sur route débutants
  - Circuit Het Volk débutants
- 1975
  -  Champion de Belgique sur route débutants
  - Circuit Het Volk débutants
- 1977
  -  Champion de Belgique sur route juniors
- 1978
  - Flèche flamande
  - Gand-Staden
  - Trophée Het Volk amateurs
  - 4e étape du Tour de Wallonie
- 1979
  - Flèche flamande
  - Gand-Staden
  - Course des chats
  - Circuit de Flandre centrale
  - 3e étape de l'Étoile du Sud
  - 2e, 3e et 6e étapes du Tour de Wallonie
  - 2e étape des Deux Jours du Gaverstreek
  - 2e de l'Internatie Reningelst
  - 3e du Tour de Wallonie
- 1980
  - Course des chats
  - Zesbergenprijs Harelbeke
  - Trois Jours de Flandre-Occidentale :
    - Classement général
    - 1rea et 3e étapes

  - 1rea et 3e étapes du Tour de Flandre-Occidentale
  - Circuit des régions flamandes
  - 3eb et 4e étapes du Tour de Campine
  - 2e étape des Deux Jours du Gaverstreek
  - 2e du Grand Prix de Waregem

### Palmarès professionnel
| - 1981 - 2e étape des Trois Jours de La Panne - Tour de Zélande centrale - Circuit Mandel-Lys-Escaut - 2e étape du Tour de Luxembourg - 12eb étape du Tour de France - 2e du Circuit du Brabant occidental - 2e de la Flèche hesbignonne-Cras Avernas - 3e du Grand Prix de Peymeinade - 3e de la Ruddervoorde Koerse - 8e de Paris-Bruxelles - 1982 - 2e étape des Trois Jours de La Panne - 3e et 5ea étapes du Tour du Pays basque - 1rea, 1reb, 2e, 3e et 12e étapes du Tour d'Espagne - Tour du Hainaut occidental - Grand Prix Briek Schotte - Hyon-Mons - 2e du Grand Prix de Peymeinade - 2e de Kuurne-Bruxelles-Kuurne - 2e de la Flèche brabançonne - 2e du Tour des Flandres - 4e de Gand-Wevelgem - 5e de Paris-Roubaix - 1983 - Grand Prix de Peymeinade - 1re étape de Paris-Nice - Flèche brabançonne - 2e et 5eb étapes des Quatre Jours de Dunkerque - Bruxelles-Ingooigem - Ruddervoorde Koerse - 3e de Kuurne-Bruxelles-Kuurne - 9e de Paris-Roubaix - 1984 - La Marseillaise - Étoile de Bessèges : - Classement général - 1re, 2ea, 2eb et 3e étapes - 2e, 4ea et 4eb étapes du Tour méditerranéen - Circuit Het Volk - 1re et 5e étapes de Paris-Nice - 2e étape des Trois Jours de La Panne - Circuit de la vallée de la Lys - 2e étape des Quatre Jours de Dunkerque - 8eb étape du Tour de Suisse - Tour de Belgique : - Classement général - 2e, 4eb et 5e étapes - Grand Prix Marcel Kint - 2e du Grand Prix E3 - 2e du Circuit de Zélande centrale - 2e du championnat de Belgique sur route - 2e de la Ruddervoorde Koerse - 7e de Milan-San Remo - 1985 - Circuit Het Volk - 1re et 3e étapes de Paris-Nice - À travers la Belgique - 2e étape des Trois Jours de La Panne - 1re et 4e étapes du Tour d'Espagne - 4e étape du Tour de Belgique - 2e étape du Tour des Pays-Bas - 3e du Grand Prix E3 - 3e du Tour de Zélande centrale - 3e du Circuit du Brabant occidental - 6e de Paris-Roubaix | - 1986 - La Marseillaise - 1re étape de l'Étoile de Bessèges - Wanzele Koerse - 1re, 3e, 4eb et 5e étapes de la Semaine catalane - 3e étape des Trois Jours de La Panne - Grand Prix de Hannut - 3e et 7e étapes du Tour d'Espagne - 8e étape du Tour de France - 1re étape du Tour de Belgique - Omloop van de Westkust - Grand Prix de Bessèges - 2e de la Flèche brabançonne - 2e de Bruxelles-Ingooigem - 1987 - 2e et 3e étapes du Tour méditerranéen - 2e étape de Paris-Nice - Grand Prix E3 - 5e étape du Tour d'Italie - 6e étape de la Vuelta a Lloret del Mar - 2e du GP Wielerrevue - 2e du Grand Prix de Denain - 3e du Grand Prix du 1er mai - 7e de l'Amstel Gold Race - 7e de Paris-Bruxelles - 1988 - Tour des Flandres - 1re étape des Quatre Jours de Dunkerque - Omloop van de Westkust - 2e du GP Wielerrevue - 2e du Grand Prix de l'Escaut - 3e du Grand Prix E3 - 1989 - Grand Prix E3 - 5e étape du Tour d'Espagne - Circuit Mandel-Lys-Escaut - 2e du Trophée Luis Puig - 2e du championnat de Belgique sur route - 5e de Paris-Roubaix - 9e de l'Amstel Gold Race - 1990 - Tour du Limbourg - 7e étape de Tirreno-Adriatico - Paris-Roubaix - 3e étape de la Bicyclette basque - 6e étape du Tour des Asturies - 1991 - 5e de Milan-San Remo |  |

### Résultats sur les grands tours

#### Tour de France
7 participations
- 1981 : abandon (15e étape), vainqueur de la 12eb étape
- 1982 : abandon (17e étape)
- 1984 : abandon (12e étape)
- 1986 : abandon (12e étape), vainqueur de la 8e étape
- 1988 : 115e,  vainqueur du classement par points
- 1989 : abandon (18e étape)
- 1990 : abandon (9e étape)

#### Tour d'Italie
1 participation
- 1987 : 117e, vainqueur de la 5e étape

#### Tour d'Espagne
5 participations
- 1982 : abandon, vainqueur des 1rea, 1reb, 2e, 3e et 12e étapes
- 1985 : abandon, vainqueur des 1re et 4e étapes
- 1986 : abandon, vainqueur des 3e et 7e étapes
- 1989 : 95e, vainqueur de la 5e étape
- 1991 : abandon